# Mesochelifer ressli
Mesochelifer ressli – gatunek zaleszczotka z rodziny Cheliferidae. Zamieszkuje zachód Eurazji.

## Taksonomia
Takson ten opisany został po raz pierwszy w 1981 roku przez Volkera Mahnerta. Jako miejsce typowe wskazano Lunz Berg w Dolnej Austrii. Epitet gatunkowy nadano na cześć Franza Ressla.

## Morfologia
Zaleszczotek ten ma prosomę nakrytą karapaksem o zarysie prostokątnym. Na karapaksie nie występuje cucullus. Dwie pary oczu umieszczone są w pobliżu przedniej krawędzi karapaksu. Niektóre tergity i sternity są przynajmniej częściowo podzielone. Tergit jedenastego segmentu opistosomy (odwłoka) wyposażony jest w parę szczecinek o funkcji dotykowej. U samca tergity wyposażone są w wyraźne listewki boczne (kile). Samicę charakteryzuje występowanie parzystych płytek siteczkowatych środkowych. Szczękoczułki zwieńczone są szczypcami; ich palec ruchomy ma jeden lub dwa ząbki położone przedwierzchołkowo oraz szczecinkę galealną położoną subdystalnie. Dłoń szczypiec szczękoczułków wyposażona jest pięć trichobotrii, w tym to oznaczone sb. Nogogłaszczki zaopatrzone są w szczypce z gruczołami jadowymi obecnymi zarówno na palcach ruchomych, jak i na palcach nieruchomych. Wszystkie cztery pary odnóży krocznych pozbawione są kolców na biodrach. Pierwsza para odnóży krocznych ma smukłe, niezmodyfikowane golenie i stopy.

## Ekologia i występowanie
Pajęczak ten najczęściej spotykany jest pod korą drzew.
Gatunek zachodniopalearktyczny. Znany jest z Niemiec, Szwajcarii, Austrii, Włoch, Szwecji, Polski, Czech, Słowacji i Kazachstanu.